# Libro d'oro della nobiltà italiana

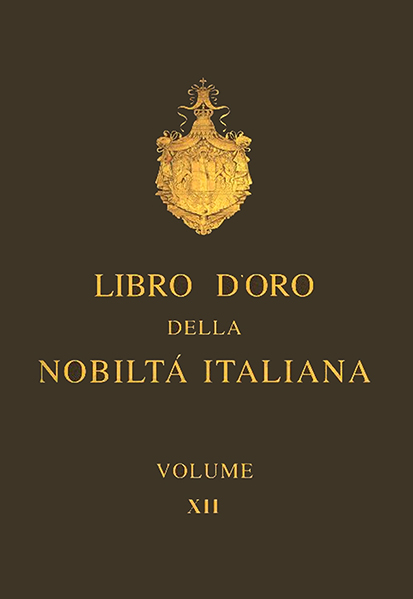
una copertina di uno volumi della serie dei registri ufficiali della nobiltà italiana denominati “Libro d'Oro della Nobiltà italiana”

Il Libro d'oro della nobiltà italiana era un registro ufficiale del Regno d'Italia contenente l'elenco delle famiglie che ebbero l'iscrizione con provvedimenti di grazia e giustizia. Ogni famiglia era trattata in una o più pagine, nelle quali erano annotati: paese d'origine, dimora abituale della famiglia, titoli e attribuzioni nobiliari con indicazioni di provenienza e trasferibilità, provvedimenti regi e governativi, descrizione dello stemma e parte della genealogia documentata.

## Descrizione
Il registro è conservato nell'Archivio Centrale dello Stato, a Roma, compilato dalla Consulta araldica del Regno d'Italia, organo statale costituito nel 1869 presso il Ministero dell'interno.
Per l'annotazione dei nomi dei discendenti diretti era sufficiente la presentazione degli atti di stato civile; i collaterali, sempreché il collegamento al capostipite fosse avvenuto posteriormente alla nobilitazione della famiglia, dovevano presentare la necessaria documentazione di stato civile, ma era richiesto anche il consenso di colui (o dei suoi aventi causa, se defunto) che aveva ottenuto la prima iscrizione della famiglia. Altrimenti, ed era anche il caso più frequente per ragioni fiscali, si doveva chiedere ex novo il decreto di riconoscimento. Da ciò deriva che l'iscrizione al Libro d'Oro era un semplice atto amministrativo e contro i relativi provvedimenti era possibile ricorrere al Consiglio di Stato per motivi di legittimità.
Per ottenere l'iscrizione nel Libro d'Oro, oltre alla presentazione della domanda, si doveva aver pagato le relative tasse amministrative, ottenendo la registrazione alla Corte dei conti, dopo di che veniva spedito il relativo decreto nei termini di legge. La semplice appartenenza ad una nobile famiglia non era il solo requisito necessario, ma si richiedevano anche i pareri positivi delle autorità prefettizie che avevano interpellato gli organi di polizia e varie altre informazioni.
Il R.D. 7 settembre 1933, n. 1990 dettò norme sulla compilazione del Libro d'Oro e impose ai cittadini indicati nell'Elenco Ufficiale nobiliare di richiedere, previo riconoscimento specifico, l'iscrizione a detto Libro.
Esso è strutturato in molti volumi manoscritti e rilegati, suddivisi in due serie e oggi conservati presso l'Archivio Centrale dello Stato a Roma-EUR:
- Libro d'oro della nobiltà italiana, vecchia serie, in 11 volumi;
- Libro d'oro della nobiltà italiana, nuova serie, in 30 volumi.

Con la nascita della Repubblica, i titoli nobiliari non sono riconosciuti e la Consulta araldica del Regno d'Italia ha cessato di funzionare. Questo registro non è ovviamente più stato aggiornato, né potrebbe esserlo in quanto solo lo Stato Italiano ne avrebbe l'autorità.
Questo primo e più importante registro nobiliare ufficiale del Regno d'Italia non deve essere confuso con l'omonimo Libro d'oro della nobiltà italiana (periodico), che è invece un'opera privata pubblicata a Roma.

## Gli elenchi nobiliari ufficiali del Regno d'Italia
Prima dell'unificazione italiana, elenchi ufficiali delle famiglie con titolo nobiliare esistevano in molti Stati e città e spesso prendevano il nome di "libro d'oro".
La Consulta araldica venne istituita per evitare abusi ed usurpazioni nel mantenimento dei titoli nobiliari già esistenti negli Stati preunitari e fu incaricata di tenere un "registro di titoli gentilizi" nel quale era obbligatoria l'iscrizione ufficiale per aver diritto di pubblica attribuzione del titolo. Nel 1889 fu istituito un elenco delle famiglie che avevano ottenuto decreti di concessione o riconoscimento di titoli nobiliari dopo l'unità d'Italia e contemporaneamente vennero redatti 14 elenchi regionali, nei quali vennero iscritte le famiglie già registrate negli elenchi ufficiali degli stati preunitari.
Nel 1896 venne istituito presso la consulta araldica il "Libro d'oro della nobiltà italiana", nel quale furono iscritte le famiglie che avevano ottenuto decreti di concessione, conferma o rinnovazione di un titolo nobiliare da parte del re, ovvero decreti reali o ministeriali del riconoscimento del proprio titolo nobiliare.
Nel 1921 venne approvato l'"Elenco ufficiale delle famiglie nobili e titolate del Regno d'Italia": l'elenco comprendeva tutte le famiglie già iscritte nei registri regionali, ma un asterisco contrassegnava quelle che avendo ottenuto il decreto reale o ministeriale, erano state inserite nel Libro d'oro della nobiltà italiana.
Nel 1933 venne approvato un secondo '"Elenco ufficiale della nobiltà italiana", a cui fu annesso anche un elenco dei predicati nobiliari.
Gli iscritti negli Elenchi ufficiali nobiliari italiani (1921-1933 e suppl. 1934-36) se entro tre anni non presentavano la documentazione per l'iscrizione nel Libro d'Oro venivano cancellati dagli stessi: nell'Elenco del 1933 sparirono molte famiglie non estinte elencate in quello pubblicato nel 1921.

## Nella Repubblica Italiana
La Consulta araldica, pur essendo stata soppressa formalmente solo nel 2010, nel 1948 cessò le sue funzioni, in seguito all'entrata in vigore della XIV disposizione transitoria e finale della Costituzione italiana, con la quale lo Stato repubblicano sancì il non riconoscimento legale dei titoli nobiliari.
L'elenco ufficiale della Consulta araldica ha pertanto perduto ogni efficacia legale per quanto riguarda i titoli nobiliari, come confermato dalla Corte Costituzionale. A differenza dei titoli nobiliari, che non hanno alcun valore giuridico, i predicati nobiliari, o i "motti", ottenuti prima della "Marcia su Roma", sono riconosciuti dalla Costituzione repubblicana come parte del cognome.
L'elenco rimane come memoria storica dei titoli nobiliari del passato ordinamento, nonché come fonte probatoria.
Esempi di predicato nobiliare sono:
- Luca Cordero di Montezemolo (il predicato è "di Montezemolo").
- Camillo Benso di Cavour (il predicato è "di Cavour").